# Andrei Ryabov
Andrej Wladimirowitsch Rjabow (Russisch Андрей Владимирович Рябов, Leningrad, 24 juli 1962) is een Russische jazzgitarist.

## Biografie
Ryabov leerde vanaf 11-jarige leeftijd het klassieke gitaarspel in zijn geboortestad. Enkele jaren later koos hij, beïnvloed door Wes Montgomery, Jim Hall en Bill Evans, voor de jazz. Nadat hij in 1982 zijn studie had afgesloten aan het Mussorgski-conservatorium in Leningrad, voegde hij zich bij het door Dawid Goloschtschokin geleidde Leningrad Jazz Ensemble, een van de beste jazzbands van de Sovjet-Unie. Tot 1988 behoorde hij tot deze band, waarmee hij twee albums opnam en op tournee ging. In hetzelfde jaar bracht hij samen met de Estlandse gitarist Tiit Paulus zijn eerste album uit onder zijn eigen naam bij het label Melodija.
In 1989 werd Ryabov lid van de faculteit aan het Mussorgski-conservatorium, waar hij masterclasses en workshops gaf in het hele land. In 1989 formeerde hij zijn eerste eigen band, die optrad in de Sovjet-Unie, Europa en Zuid-Amerika. Tijdens een tournee van Richie Cole door de Sovjet-Unie nam Ryabov in 1989 een album op met hem. In de jaarlijkse critici-enquête van de Russische jazzfederatie werd Ryabov van 1989 tot 1992 gekozen tot «Beste jazzgitarist van Rusland». Het samen met de pianist Andrei Kondakow geleide kwartet werd in 1992 als «Beste jazzensemble» onderscheiden.
In hetzelfde jaar verhuisde Ryabov op uitnodiging van het label Signature Sounds naar de Verenigde Staten en vestigde hij zich in Massachusetts, waar hij optrad tijdens festivals, in colleges en clubs. Hij nam deel aan het Bright Moments Jazz Festival, opende concerten voor het trio van Al Di Meola en trad op in een concertreeks met Attila Zoller in het Vermont Jazz Center en op de radio en televisie. Verder heeft hij gespeeld met muzikanten als Dave Brubeck, Joe Pass en Gene Bertoncini.
Zijn cd Day Dream werd in 1993 uitgebracht in de Verenigde Staten. In hetzelfde jaar verhuisde Ryabov naar New York, waar hij zowel als leader alsook als sideman optrad met o.a. het Alto Madness Orchestra van Richie Cole en zich een plaats veroverde in het New Yorkse jazzcircuit. In 1996 nam hij o.a. deel aan het tributeconcert voor Tal Farlow in de Merkin Concert Hall. In 2004 trad hij op met de Yellowjackets. In 2008 keerde Ryabov terug naar Sint-Petersburg.

## Discografie
- 2008: Richie Cole Bebop Express
- 2007: Yaron Elyashiv I Remember You
- 2007: Myrna Lake Yesterdays
- 2000: Elina Vasiltchikova I Never Felt This Way Before
- 2000: It's Easy to Remember
- 1993: Day Dream (Signature Sounds, met Ellen Rowe, Michael Marcus, John Mettam)
- 1993: Ted Levine A Well Kept Secret (Signature Sounds)
- 1992: Andrei Kondakow Jazz at the Old Fortress (Melodija)
- 1990: Richie Cole Leningrad Alto Madness (Melodija)
- 1988: Tiit Paulus & Andrei Ryabov Tête-à-tête (Melodija)